# Конопелько Михайло Миколайович
Михайло Миколайович Конопелько (біл. Міхаіл Мікалаевіч Канапелька; нар. 9 вересня 1973) — білоруський футболіст, захисник, півзахисник та нападник, футбольний тренер.

## Кар'єра гравця
Вихованець мінської «Зміни». Дорослу футбольну кар'єру розпочав у 1992 році в складі клубу «Будівельник» (Береза), який виступав у Другій лізі білоруського чемпіонату. За «будівельників» провів 2 поєдинки. З 1992 по 1995 роки виступав у клубах Першої ліги «Зміна» (Мінськ), «Сантанас» (селище Самохваловичі), «Трансмаш» (Могильов) та «Торпедо» (Жодіно).
У 1996 році виїхав до Молдови, де підписав контракт з вищоліговим «Тилігулом». У складі тираспольців зіграв 4 матчі й наступного року повернувся до жодінського «Торпедо». Проте в 1998 році знову виїхав за кордон, цього разу в Росію, де став гравцем клубу другого дивізіону «Асмарал» (Москва). 1999 року пвертається до Білорусі та захищає кольори друголігового клубу «Даріда» (Столбці). У тому ж 1999 році перейшов до сімферопольської «Таврії». Дебютував у футболці «кримчан» 12 липня 1999 року в програному (2:3) виїзному поєдинку 1-го туру Вищої ліги проти запорізького «Металурга». Михайло вийшов на поле в стартовому складі, а на 75-й хвилині його замінив Олександр Кундєнок. У складі «Таврії» зіграв 9 поєдинків.
З 2000 по 2001 рік виступав за ФК «Лунинець» та футзальний клуб МАПІД (Мінськ). З 2001 по 2002 рік виступав за «Торпедо» (Жодіно). Сезон 2003 року розпочав у «Зірці-ВА-БДУ». У 2003 році залишив розташування «Зірки» та відправився на перегляд до казахського клубу «Батис» (Уральськ), з яким підписав контракт. Дебютував у футболці уральського клубу 15 квітня 2003 року в програному (1:2) домашньому поєдинку 2-го туру казахської Суперліги проти актюбинського «Актобе-Ленто». Конопелько вийшов на поле в стартовому складі та відіграв увесь матч. У футболці «Батиса» зіграв 16 матчів у чемпіонаті Казахстану та 1 поєдинок у національному кубку.
У 2004 році повертається до Білорусі, виступає за ЗЛіН. Сезон 2005 року провів у складі першолігових клубів «Граніт» (Мікашевичі) та «Вераас» (Несвіж). З 2006 по 2008 роки виступав у Другій лізі за «Снов», «Молодечно» та БГАТУ-Нива (Самохваловичі). У 2008 році завершив кар'єру гравця.
У 2013 році виступав у чемпіонаті Мінської області за ФК «Вілія» (Вілейка). У 2014 році відновив професіональну кар'єру та підсилив склад друголігового клубу «Крумкачи». Того сезону у чемпіонаті Білорусі зіграв 28 матчів та відзначився 1 голом, ще 2 поєдинки провів у кубку Білорусі. У 2015 році був у заявлений за команду, але на поле не виходив. По завершенні сезону завершив кар'єру гравця.

## Кар'єра тренера
У травні 2015 року увійшов до тренерського штабу «Крумкачів», де мав допомагати Олегу Дулубу.